# 袁世榮
袁世榮（1519年—？），字子仁，直隸松江府華亭縣人，軍籍，明朝政治人物。

## 生平
嘉靖二十五年（1546年）丙午科應天鄉試第一百名舉人，嘉靖二十九年（1550年）中式庚戌科會試第二百七十一名，三甲第九十一名進士。授泉州府推官，三十三年（1554年）五月升兵科給事中，三十四年（1555年）五月因疏救总督張經，忤明世宗，被廷杖五十，削籍為民。隆慶元年（1567年）八月起為湖廣按察司僉事。

## 家族
曾祖袁凱，雲南左布政使；祖父袁佩，中書舍人；父袁讚，鴻臚寺少卿。母周氏（封孺人）。永感下。弟世華、世孝。